# 卞壸墓碣
卞壸墓碣是北宋庆历三年（1043年），建康府知府葉清臣为东晋大臣卞壸书写的墓碣。
南京朝天宫冶山原有卞壸祠墓，今已不存。留有北宋刻制的卞壸墓碣和清代两江总督陶澍题刻 的“有晋父子忠孝卞公之墓”墓碑。
墓碣高1.73米，宽0.66米，正面刻“晋尚书令假节领军将军赠侍中骠骑将军成阳卞公墓”22字，两行。有学者考证，此墓碣是用一根南朝墓前的石刻望柱磨平改制，背面还有瓜棱。1982年，卞壸墓碣列为南京市文物保护单位。目前，藏于朝天宫的南京市博物馆的工作区，不对外开放。

## 图片

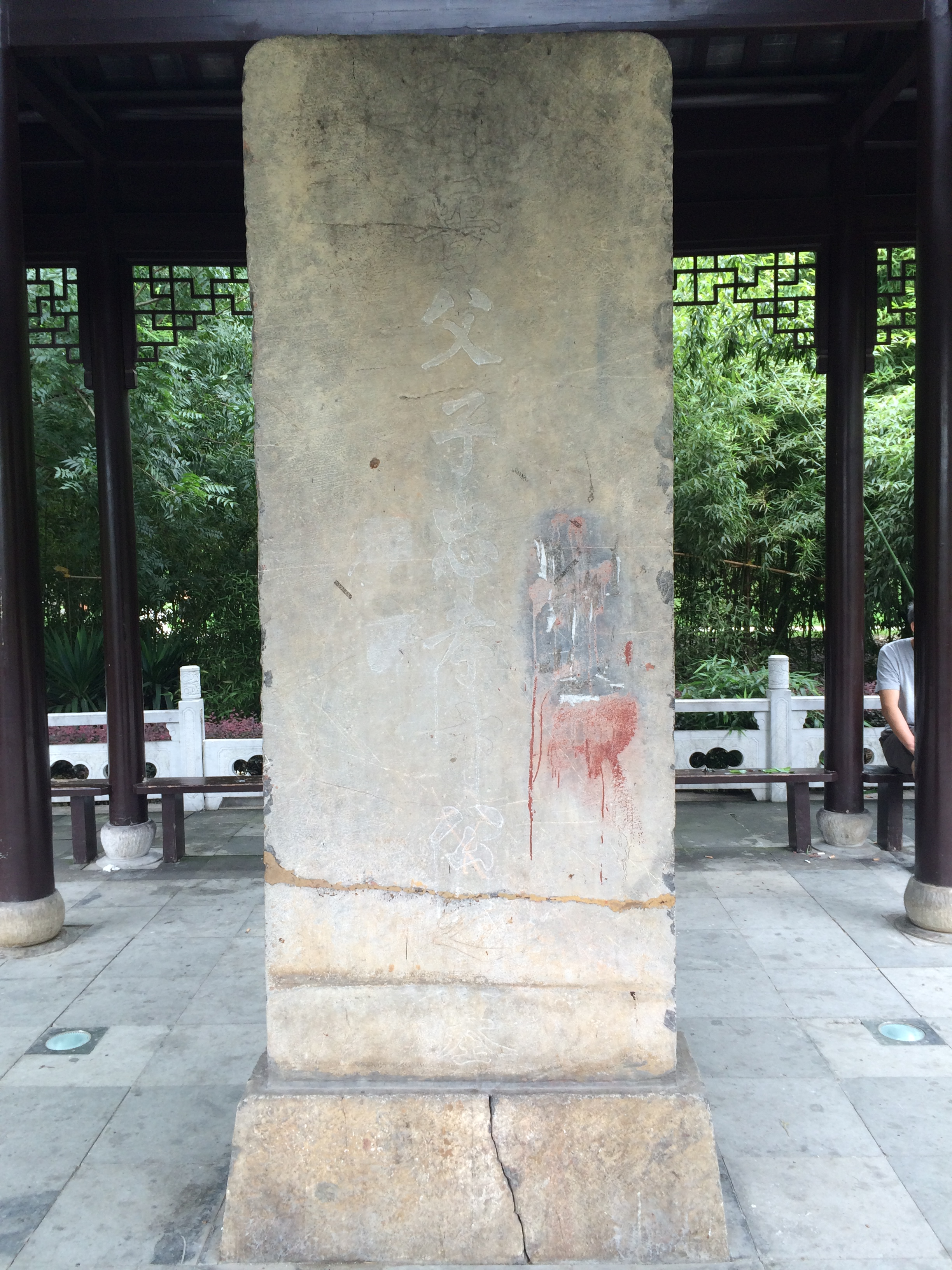
清陶澍题刻“有晋父子忠孝卞公之墓”，
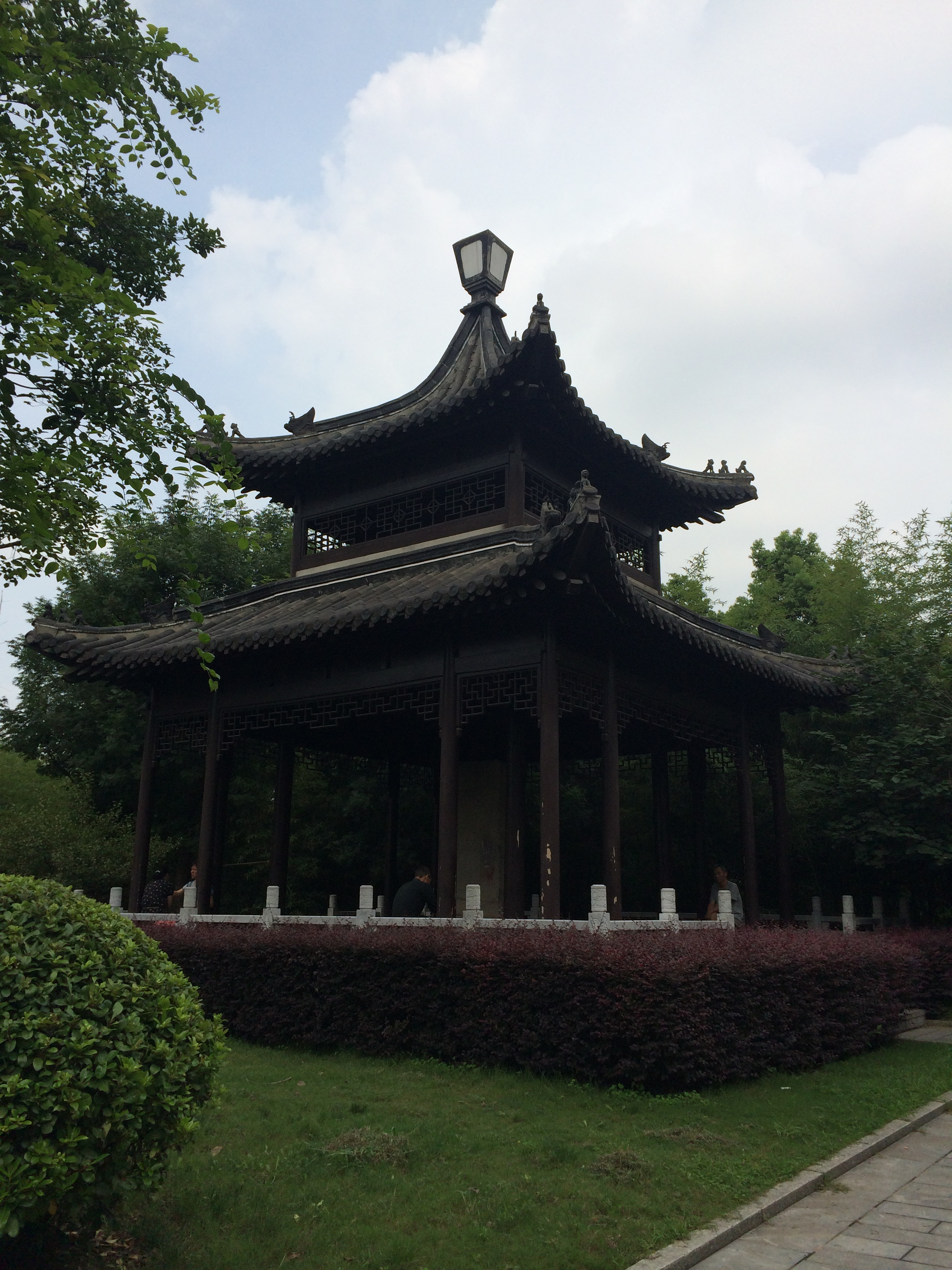
卞壼墓碑相关建筑
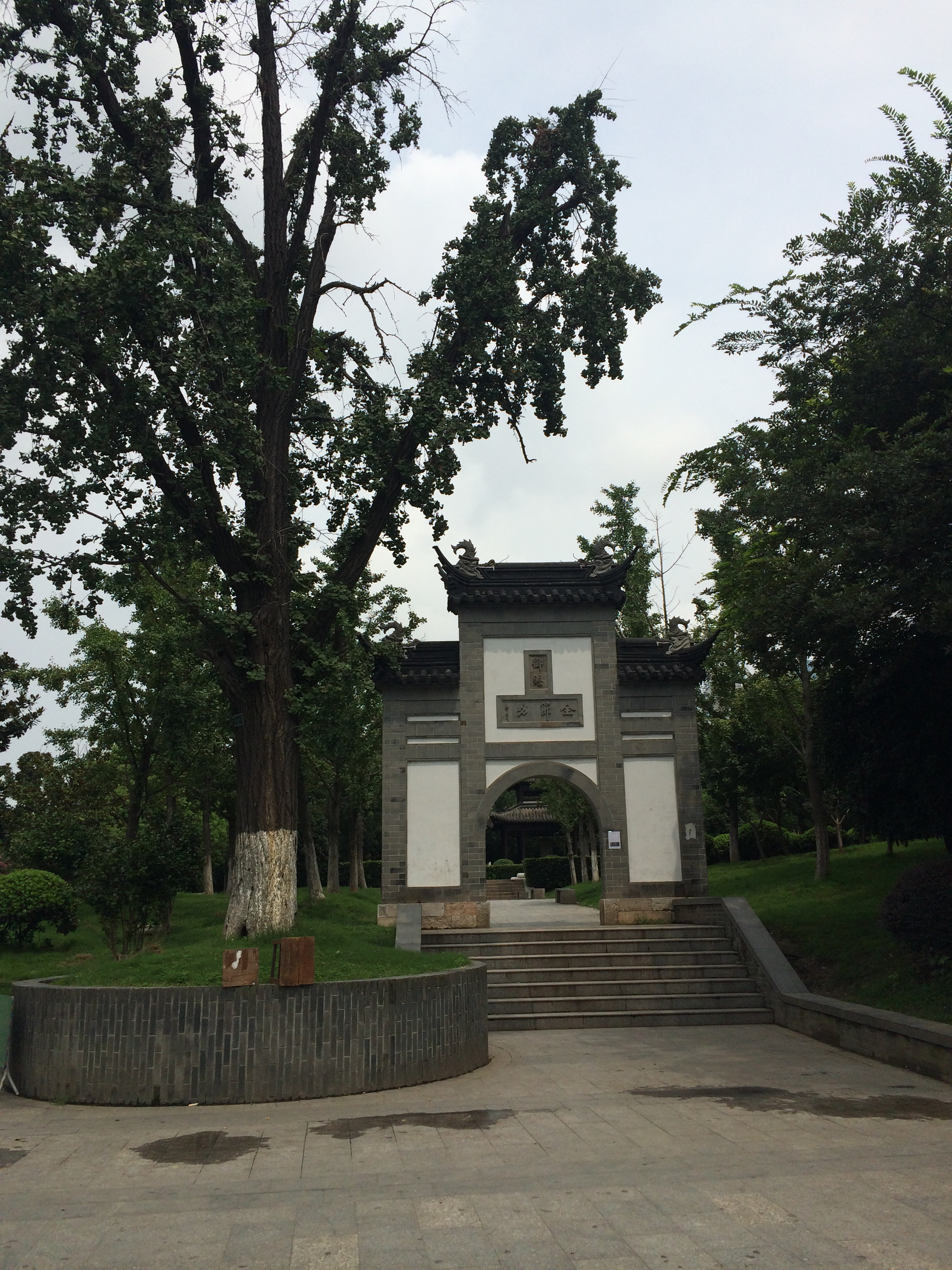
卞壼墓碑相关建筑
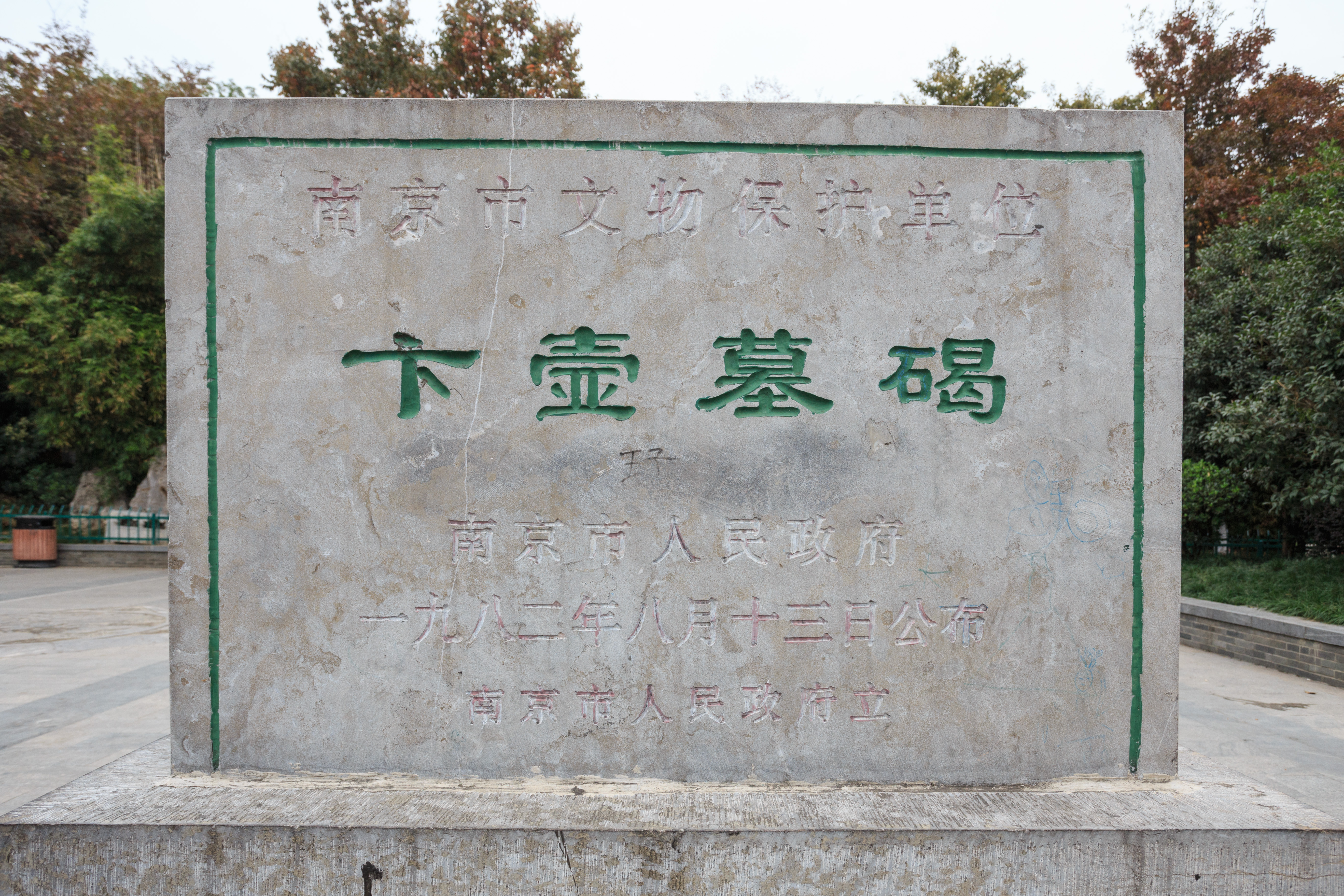
卞壸墓碣文保牌
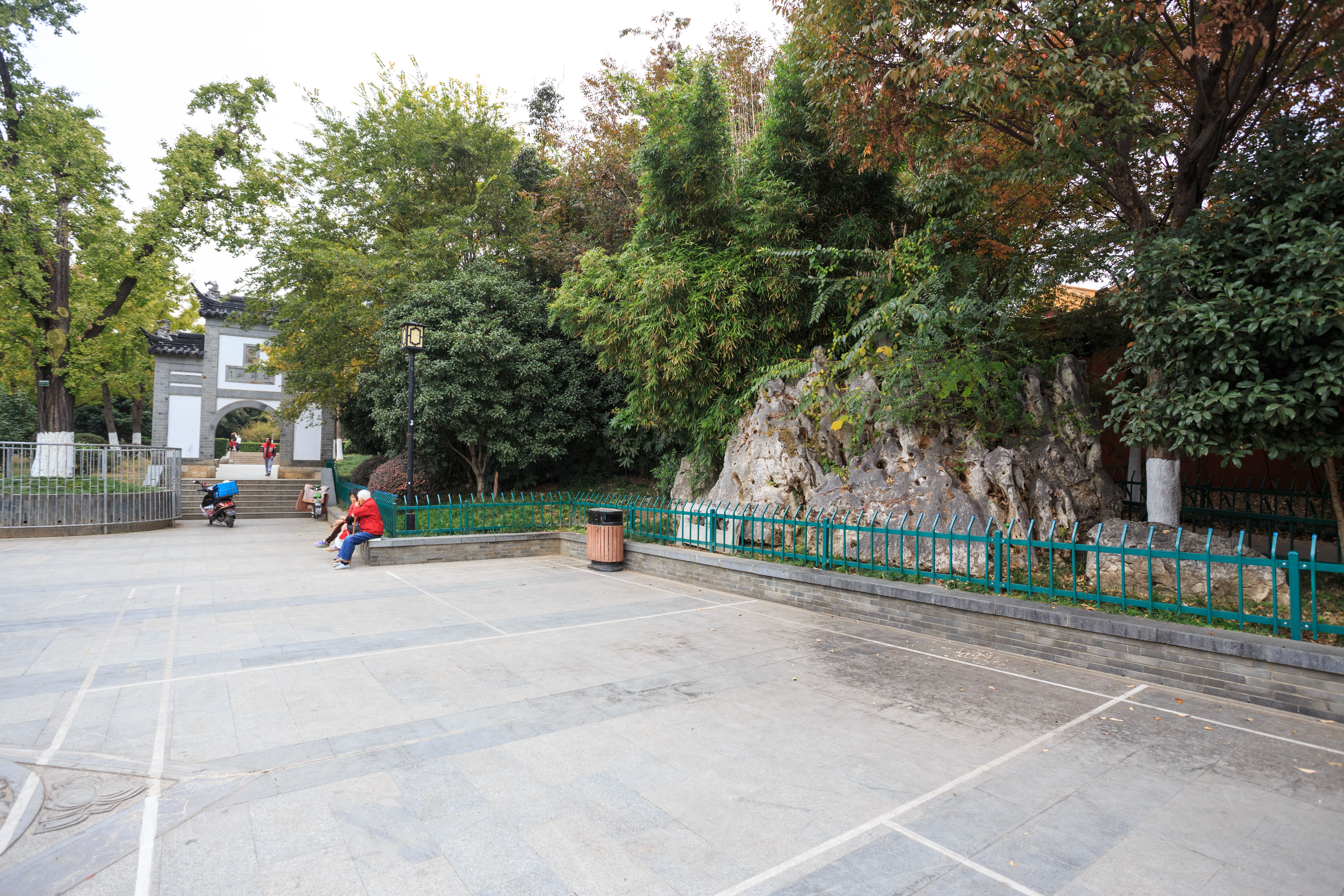
卞壸墓碣文保牌所在广场